# Młyn w Poddębicach
Młyn w Poddębicach – młyn motorowy wybudowany w 1918 r. Znajduje się w Poddębicach, w województwie łódzkim.

## Historia obiektu
Młyn motorowy w Poddębicach wybudowano w 1918 r. Przechodził kilkukrotnie przebudowy. Obecnie jest to budynek czteropiętrowy, murowany z cegły. W 1931 dobudowano drugą, dwupiętrową część budynku. Zasilany był początkowo silnikiem na koks-gaz ssany. W pierwszych latach zdolność przemiałowa młyna wynosiła 8 t zboża na dobę. Wartość ta rosła wraz z rozbudową młyna i modernizacją jego wewnętrznego wyposażenia: w 1932 r. odnotowano moc przemiałową 18 t zboża na dobę. Był to młyn typu handlowego, pracujący głównie na potrzeby zakładów w Łodzi i Zduńskiej Woli, a jedynie niewielka część produkowanej mąki przeznaczona była na potrzeby lokalne. W 1946 r. został upaństwowiony. W okresie PRL przeszedł dalszą modernizację. W latach 70. działał pod zarządem Miejskiej Rady Narodowej w Poddębicach. W 2024 r. jest czynny, stanowi własność prywatną. Oferuje mąkę pszenną i żytnią, a także kaszę mannę i otręby paszowe.
W Poddębicach istniał również młyn wodny nad rzeką Ner, który został zniszczony przez pożar w 1970 r..